# İbrahim Üzülmez
İbrahim Üzülmez (* 10. März 1974 in İzmit) ist ein ehemaliger türkischer Fußballspieler, -trainer und -kommentator.

## Leben
Schon früh fing Üzülmez an Fußball zu spielen. Da sein Vater es ihm nicht erlaubte, versteckte er sich und spielte mit anderen Fußball. Im Radio hörte er immer Fußballspiele an und er war ein großer Fan von Metin Tekin. Sein größter Traum war es, bei einem Spiel von Beşiktaş Istanbul im Inönü-Stadion dabei zu sein.

## Spielerkarriere

### Verein
Als er mit 16 Jahren mit seinen Freunden Fußball spielte, wurde sein Talent von Gönenspor entdeckt. Nachdem er dort ein Jahr lang gespielt hatte, wechselte er zu Demir Çelikspor Karabükspor, schaffte es hier aber nicht sich als Stammspieler zu etablieren. Daher wurde er zwei Mal an andere Vereine ausgeliehen. So spielte er in der Saison 1995/96 für den Drittligisten İskenderun Demir Çelik Genel Müdürlüğü SK und in der Saison 1997/98 für den Drittligisten Amasyaspor. Bei Letzterem kam die Leihe deswegen zustande, dass Üzülmez seinen Wehrdienst Amasya ableisten musste. So befand er sich in der Saison 1996/97 im Mannschaftskader und absolvierte drei Liga- und eine Pokalbegegnung. Mit seinem Verein beendete er die Zweitligasaison 1996/97 als Meister stieg in die 1. Lig, die damals höchste türkische Spielklasse, auf. Nach seiner Rückkehr von Amasyaspor eroberte er bei Karabükspor einen Stammplatz und beendete die Hinrunde der Saison 1998/99 mit 16 Ligaeinsätzen. In der Winterpause 1998/99 wechselte er innerhalb der 1. türkischen Liga zum südtürkischen Vertreter Gaziantepspor. Bei diesem Verein steigerte er weiterhin seine Leistungen und wurde zu einem der auffälligsten Linksverteidiger der Liga.
Nach seinem Grundwehrdienst wechselte er in die türkische Süper Lig zur Gaziantepspor. Nach anderthalb Jahren wechselte er 1999 zu Beşiktaş Istanbul, wo er links in der Abwehrreihe spielt. In der Saison 2002/2003 konnte er sich beweisen und wurde auch in die türkische Nationalmannschaft berufen. Dort wurde der Linksfuß bis zum Jahr 2009 37 Mal eingesetzt.
Nach einer Schlägerei zwischen ihm und seinem Mannschaftskollegen İbrahim Toraman wurde Üzülmez fristlos suspendiert und durch den Verein mit einer Geldstrafe in Höhe von 150.000 YTL (77.830 Euro) belegt; außerdem wurde er auf die Transferliste gesetzt. Diese Strafen wurden auch gegen Ibrahim Toraman verhängt. Der Grund, weshalb der Vorstand von Beşiktaş Üzülmez und Toraman so hoch bestraft hat, war der, dass beide die Kapitäne der Mannschaft waren.
Nach einer wiederholten Schlägerei mit Ibrahim Toraman in der Kabine am 13. Februar 2011 wurde sein zum Saisonende auslaufender Vertrag vorzeitig aufgelöst.

### Nationalmannschaft
Üzülmez absolvierte während seiner Karriere 37 Länderspiele für die türkische Nationalmannschaft und erzielte dabei ein Tor.
Mit der türkische A-Auswahl nahm er am Konföderationen-Pokal 2003 teil und wurde mit seinem Team Turnierdritter.

## Trainerkarriere
Nach seinem Karriereende arbeitete er etwa zwei Jahre lang als Fußballkommentator im türkischen Fernsehen. Zur Rückrunde der Spielzeit 2012/13 übernahm er beim Zweitligisten Çaykur Rizespor den Co-Trainerposten und assistierte seinem ehemaligen Cheftrainer Mustafa Denizli. Da Denizli zum Saisonende, zu diesem Zeitpunkt er den Verein zur Vizemeisterschaft und damit zum Aufstieg geführt hatte, sein Amt bei Rizespor nicht fortsetzte, verließ auch Üzülmez den Verein.
Im November 2015 übernahm er den Zweitligisten Elazığspor und arbeitete damit das erste Mal als Cheftrainer. Diesen Verein, der sich nach einem guten Saisonstart allmählich von der Tabellenspitze zu entfernen drohte, führte er auch wieder auf die Erfolgsspur und beendete mit ihm die Hinrunde als Herbstmeister. Trotz dieses erfolgreichen Einstandes trat er Ende Dezember 2015 von seinem Amt zurück und ließ sich auch nicht von den Vereinsverantwortlichen umstimmen. Als Grund nannte er die chaotischen Umstände im Verein, bei dem über längere Zeit die Spielergehälter ausstanden und viele Spieler deswegen vor einem Vereinsabschied standen.
Mitte Januar 2016 übernahm er den abstiegsbedrohten Erstligisten Gençlerbirliği Ankara als Cheftrainer und arbeitete in dieser Funktion das erste Mal in der Süper Lig. Mit diesem Verein holte er bei den ersten zwei Spieltagen der Rückrunde zwei Siege und sorgte so für einen ersten Befreiungsschlag aus der Abwehrzone. Mitte Dezember 2016 wurde Üzülmez Cheftrainer bei Gaziantepspor. Nach drei Spielen trat er zurück.
Im Oktober 2017 wurde er beim Zweitligisten Çaykur Rizespor als Cheftrainer eingestellt. diesen Verein führte er zum Saisonende zur Zweitmeisterschaft und damit zum direkten Wiederaufstieg in die Süper Lig. Nach dem Aufstieg blieb er noch fünf Spieltage lang Cheftrainer. Im März 2019 übernahm er zum zweiten Mal in seiner Karriere Gençlerbirliği Ankara. Obwohl ihm mit diesem Team am Ende der Saison 2018/19 der Aufstieg in die Süper Lig gelang, lösten der Verein und Üzülmez den Vertrag im beiderseitigen Einvernehmen auf.
Im Anschluss an diese Tätigkeit sollte Üzülmez eigentlich Trainer von Kasımpaşa Istanbul werden. Nachdem der Trainer jedoch vorgestellt worden war, wurde bereits vier Stunden später verkündet, dass es zu keiner Anstellung kommen wird, da es Meinungsverschiedenheiten bei den Vertragsgesprächen gegeben haben soll.

## Erfolge
Mit Kardemir Karabükspor
- Meister der TFF 1. Lig und Aufstieg in die Süper Lig: 1996/97

Mit Beşiktaş Istanbul
- Türkischer Meister: 2002/03, 2008/09
- Türkischer Vizemeister: 2006/07
- Türkischer Pokalsieger: 2005/06, 2006/07, 2008/09
- Türkischer Pokalfinalist: 2001/02
- Türkischer Supercupsieger: 2006
- Viertelfinalist des UEFA-Pokals: 2002/03

Mit Gençlerbirliği Ankara
- Aufstieg in die Süper Lig: 2018/19

Mit der türkischen Nationalmannschaft
- Dritter des FIFA-Konföderationen-Pokals: 2003